# 奧馬爾托里霍斯 (聖米格利托區)
奧馬爾托里霍斯（西班牙語：Omar Torrijos），是巴拿馬的城鎮，位於該國中東部，由巴拿馬省的聖米格利托區負責管轄，面積11.1平方公里，2010年人口36,452，人口密度每平方公里3,284人。